# I Can't Stop Drinking About You
I Can't Stop Drinking About You è il singolo di debutto della cantautrice statunitense Bebe Rexha, pubblicato il 21 aprile 2014 dalla Warner Bros. Records ed estratto dal suo primo EP I Don't Wanna Grow Up.

## Il brano
Il brano è stato scritto da Bebe Rexha, Jordan Johnson, Stefan Johnson e Marcus Lomax. Riguardo alla scrittura del brano, Rexha ha detto durante un'intervista con la rivista Nylon:
La canzone è stata prodotta dal duo The Monsters and the Strangerz con sede a Miami, in Florida. Il team di produzione ha anche lavorato con artisti come Diddy, Rihanna, Kylie Minogue, Flo Rida e Big Sean.

## Accoglienza dalla critica
I Can't Stop Drinking About You ha ricevuto recensioni generalmente positive dai critici musicali. Steff Yotka di Nylon ha scritto che gli ascoltatori "probabilmente avranno difficoltà a stare seduti mentre lo ascolteranno". Brad Stern di MTV ha scritto un'altra recensione positiva, definendo la traccia "fuori di testa" e classificandola al primo posto su cinque canzoni pop della prima settimana di aprile 2014. Justin Lipshutz di Billboard ha dato alla canzone una recensione mista, scrivendo che il drop della canzone sembrava fuori luogo e il titolo era discutibile. Tuttavia, ha elogiato la voce di Rexha e ha paragonato favorevolmente la traccia alla cantautrice Pink. Jon Ali ha descritto la canzone come "elettrizzante" e, a differenza di Lipshutz, è stata favorevole al breakdown. Adelle Planton di Vibe ha scritto che la canzone era "schietta" e "inebriante". Alex Kritselis di Bustle ha dichiarato che la canzone aveva tutte le caratteristiche per essere un successo radiofonico e aveva il potenziale di avere successo come The Monster di Eminem, che Rexha ha co-scritto.

## Video musicale
Il videoclip è stato pubblicato sul canale YouTube della cantante il 12 agosto 2014 ed è stato diretto da Michael Mihail. Rexha ha dichiarato che il video è stato ispirato dai film Ragazze interrotte e Melancholia. Ha continuato a descrivere che "voleva che la canzone fosse un'istantanea di come si sente qualcuno in quel preciso momento" di una rottura. Il video, come la canzone, ha ricevuto recensioni positive e ad oggi conta più di 18 milioni di visualizzazioni. Esso mostra scene in cui la cantante è sdraiata su un letto in una casa che sembra vuota ed altre in cui è all'esterno circondata da bottiglie vuote e porcellane.

## Tracce
Download digitale
1. I Can't Stop Drinking About You – 3:36

Download digitale - Remixes
1. I Can't Stop Drinking About You (Chainsmokers Remix) – 4:23
2. I Can't Stop Drinking About You (Quintino Remix) – 5:07
3. I Can't Stop Drinking About You (Dawin Remix) – 4:06
4. I Can't Stop Drinking About You (Felix Snow Remix) – 3:21
5. I Can't Stop Drinking About You (Jumpsmokers Remix) – 3:48

## Classifiche
| Classifica (2014)                    | Posizione massima |
| ------------------------------------ | ----------------- |
| Stati Uniti                          | 115               |
| Stati Uniti (dance/mix show airplay) | 12                |
| Stati Uniti (pop)                    | 31                |